# Harry Crerar

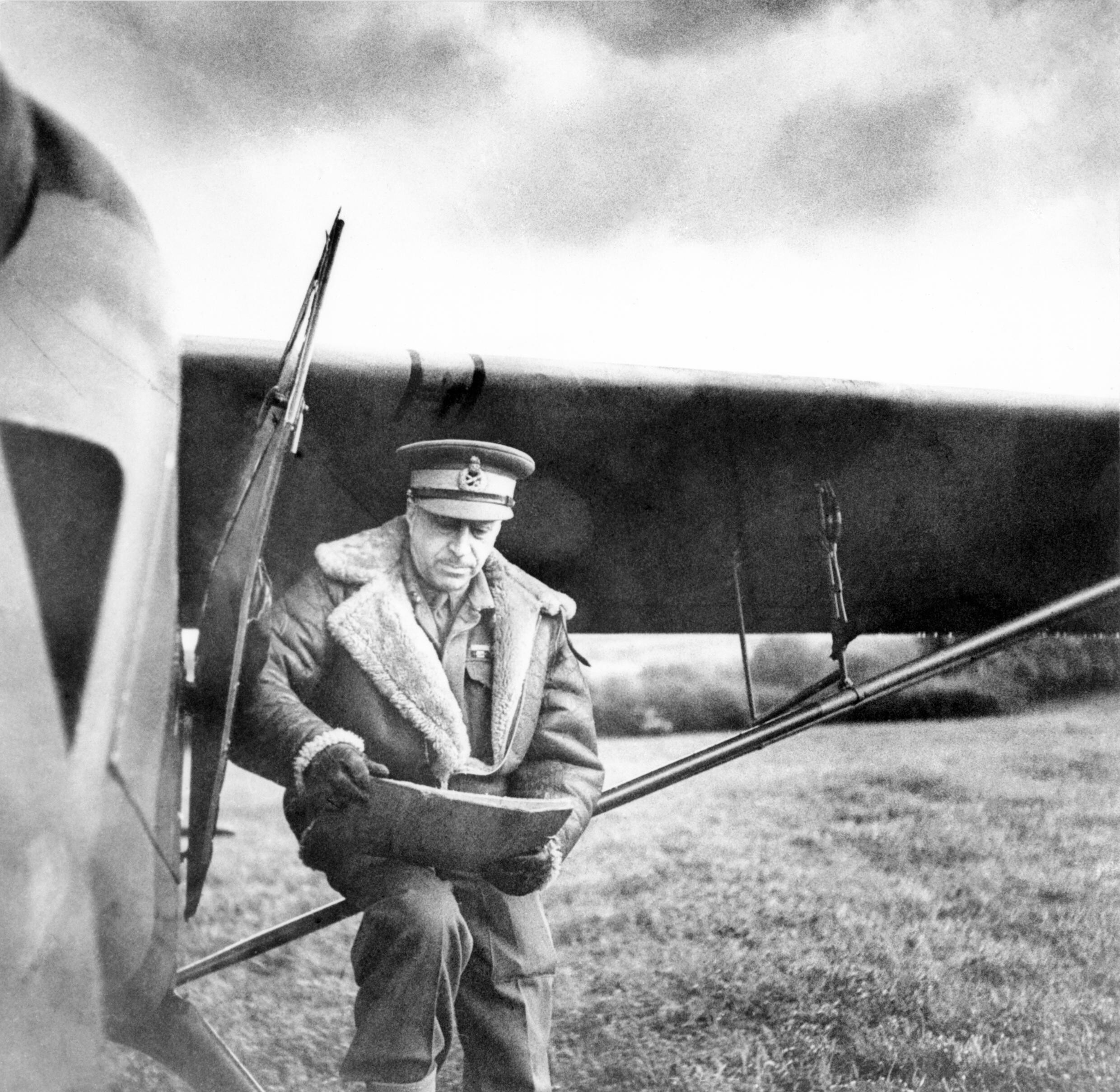
Generaal H.D.C. Crerar bestudeert een landkaart, zittend op een vleugelsteun van een Taylorcraft Auster Mk. III licht verkenningsvliegtuig. Datum onbekend

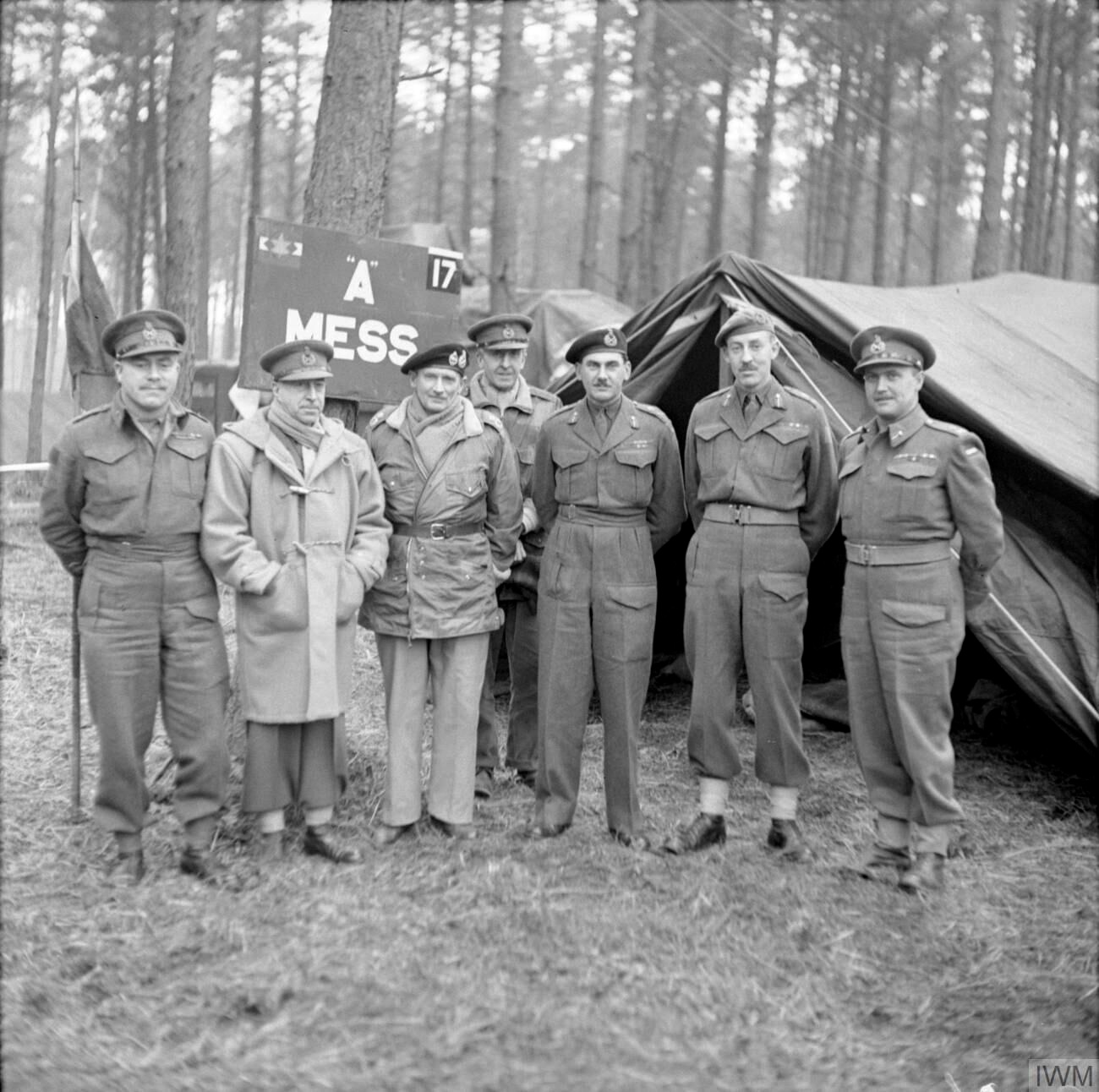
Van links naar rechts: Generaal-major C. Vokes (Canadese 4e Pantserdivisie, Generaal H.D.C. Crerar (Commandant Canadese 1e Leger, Veldmaarschalk Sir Bernard L. Montgomery, luitenant-generaal B.G. Horrocks (Britse 30e Korps, toegevoegd aan het Canadese 1e Leger), luitenant-generaal G.C. Simonds (Canadese 2e Korps), generaal-majoor D.C. Spry (Canadese 3e Infanteriedivisie en generaal-majoor A.B. Mathews (2e divisie)

Generaal Henry Duncan Graham "Harry" Crerar (Hamilton, Ontario, 28 april 1888 - Ottawa, Ontario, 1 april 1965) was een Canadees officier en commandant van het Canadese 1e Leger. Hij was de belangrijkste en bekendste generaal van de Canadese troepen tijdens de Tweede Wereldoorlog.

## Biografie
Harry Crerar werd geboren in de stad Hamilton in de provincie Ontario. Aldaar bezocht hij de privéscholen 'Upper Canada College' en 'Highfield School', die hij afrondde in 1906. Daarna bezocht hij het Royal Military College of Canada in Kingston (Ontario). Hier studeerde hij af in 1910 en kreeg een aanstelling als officier bij de Artillerie. Vrij spoedig bood hij echter zijn ontslag aan en accepteerde een veel beter betaalde baan als ingenieur bij de 'Hydro Electric Power Commission of Ontario', alwaar hij in 1912 de onderzoeksafdeling tot stand bracht.

## Crerar in de Eerste Wereldoorlog en het interbellum
Crerar trad in 1914 weer toe tot het leger, opnieuw bij de Artillerie. Spoedig werd hij uitgezonden naar Frankrijk. Hij diende als artillerieofficier in Frankrijk en Vlaanderen. Hij verdiende voor zijn inzet de DSO. Bij het staken van de strijd was hij gepromoveerd tot luitenant-kolonel bij de Generale Staf van het Canadese Korps.
Bij zijn terugkeer in Canada koos Crerar voor een militaire carrière. Hij trad toe tot de 'Permanent Force' (reguliere leger, men kent in Canada ook de militie) in Ottawa, als stafofficier artillerie. In 1923 schreef hij zich in bij het 'Camberley Staff College' in het Verenigd Koninkrijk. Na zijn afstuderen aldaar keerde hij niet terug naar Canada, maar accepteerde een aanstelling als 'Generale Staf Officier 2' bij het Ministerie van Oorlog in Londen. In 1929 werd hij gepromoveerd tot 'Generale Staf Officier 1' en overgeplaatst naar het 'Nationale Defensie Hoofdkwartier' in Ottawa. Hier begon hij een omvangrijke reorganisatie van de 'Canadese Milities'.
In 1934 trok Crerar opnieuw naar het Verenigd Koninkrijk. Dit keer om cursussen te volgen aan het 'Imperial Defence College' in Londen. Bij zijn terugkeer op het hoofdkwartier in Canada werd hij benoemd tot 'Directeur der Militaire Operaties en Informatie'. Hij had op dat moment een uitstekende reputatie en werd beschouwd als de beste officier van de Canadese Generale Staf. In 1939 werd hij benoemd tot commandant van de Royal Military College of Canada maar dat duurde maar enkele maanden. Al spoedig werd hij teruggeroepen naar het hoofdkwartier in Ottawa om een mobilisatieplan op te stellen aangezien er oorlog in het verschiet leek te zijn.

## Crerar in de Tweede Wereldoorlog
Bij het daadwerkelijk uitbreken van de oorlog werd brigadegeneraal Crerar prompt weer naar het Verenigd Koninkrijk gestuurd. Hier, toegevoegd aan de Staf van het Canadese Militair Hoofdkwartier, was hij verantwoordelijk voor de voorbereidingen ten bate van de te verwachten Canadese troepen. Hij moest onder meer zorgen voor voldoende uitrusting, legerkampen, barakken, trainingsplannen en transportmiddelen.
In juli 1940 werd hij weer teruggehaald naar Canada. Gepromoveerd tot generaal-majoor ging hij als 'Plaatsvervangend Chef Staf' aan de slag bij de Generale Staf in Ottawa. Al na enkele dagen werd hij door de Minister van Defensie J.L. Ralston gepromoveerd tot 'Chef Staf'. Hij ging voortvarend aan de slag met allerlei maatregelen ter verbetering van de efficiency van het 'Nationaal Defensie Hoofdkwartier' en zette een noodprogramma op voor de opvang en training van de vrijwilligers van de Territoriale Defensie. Die stroomden namelijk in grote aantallen binnen na de aanname van de 'National Resources Mobilization Act' op 21 juni 1940. Hij zette ook een speciaal trainingsprogramma op voor officieren en soldaten die aangaven bereid te zijn ook buiten Canada te dienen.
Luitenant-generaal Crerar arriveerde weer in het Verenigd Koninkrijk in 1941. Daar werd hij op 23 december benoemd tot Commandant van het Canadese 1e Korps. Door deze benoeming bevond hij zich in het midden van de crisis die ontstond na de dramatisch verlopen Raid op Dieppe op 19 augustus 1942. Aangezien er geen Canadese officieren betrokken waren geweest bij de voorbereiding van de operatie, kon Crerar alleen proberen te begrijpen wat en waarom dit gebeurd was. Crerar en andere officieren betrokken bij de voorbereiding van Operatie Toorts en Operatie Overlord hebben de pijnlijke lessen terdege meegenomen in hun planning.
Crerar miste praktische gevechtservaring en hoopte die te kunnen krijgen toen het Canadese 1e Korps de Canadese 1e Infanteriedivisie volgde naar Italië in oktober 1943. Hij vroeg zelfs om rangverlaging teneinde het Korps over te kunnen nemen. Deze verwachting werd echter de bodem ingeslagen toen hij al in maart 1944 teruggeroepen werd naar het Verenigd Koninkrijk om aldaar het commando over te nemen van het Canadese 1e Leger van generaal McNaughton. Hij had daardoor alleen een veldcommando in Sicilië (juli 1943) en Italië (vanaf september 1943).
Het Canadese 1e Leger arriveerde officieel in Normandië op 23 juli 1944. Onder het commando van Crerar speelde zij een belangrijke rol in de gevechten rond Zak van Falaise in augustus 1944, waarbij vooral de Poolse 1e Pantserdivisie zich onderscheidde.
Ziekte (dysenterie) dwong hem tijdelijk het commando van het Canadese 1e Leger over te dragen aan generaal-majoor Guy Simonds tijdens de Slag om de Schelde in oktober en november 1944.
In februari 1945 was het Canadese 1e Leger, met Crerar weer aan het roer, terug in de frontlijn. Gedurende de Rijnland Campagne stond hij aan het hoofd van een legermacht 450.000 man sterk, inclusief geallieerde eenheden onder het commando van het Canadese 1e Leger. Dit was het grootste leger ooit door een Canadees aangevoerd.
Hij ontving veel onderscheidingen waaronder de Amerikaanse Army Distinguished Service Medal.

## Een leger terug naar Canada

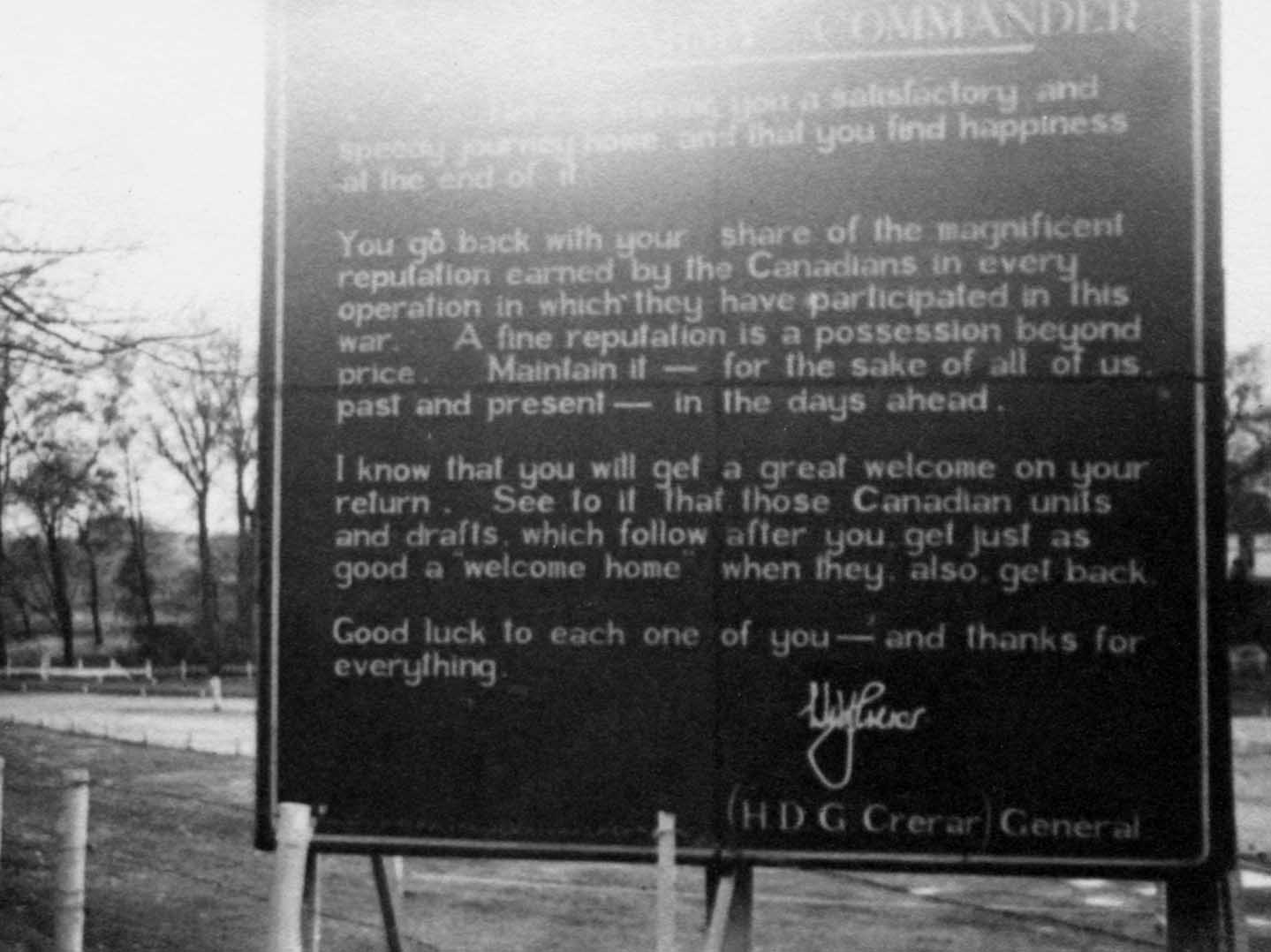
Een "Vaarwel" geplaatst namens generaal H.D.G. Crerar gericht aan de manschappen van het Canadese 1e Leger bij hun vertrek uit Nederland in 1945

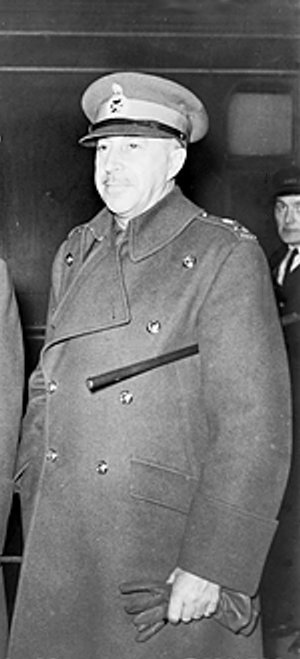
Generaal Crerar

Generaal Crerar liet ter gelegenheid van de thuisreis van zijn manschappen een groot reclamebord oprichten met de volgende tekst: "Here's wishing you a satisfactory and speedy journey home, and that you find happiness at the end of it. You go back with your share of the magnificent reputation earned by the Canadians in every operation in which they have participated in this war. A fine reputation is a possession beyond price. Maintain it - for the sake of all of us, past and present - in the days ahead. I know that you will get a great welcome on your return. See to it that those Canadian units and drafts which follow after you get just as good a 'welcome home' when they also get back. Good luck to each one of you - and thanks for everything. (H.D.G. Crerar) General". In het Nederlands: "Ondergetekende wenst jullie een bevredigende en spoedige reis naar huis, en dat jullie geluk vinden aan het einde daarvan. Jullie gaan terug met een deel van de magnifieke reputatie verdiend door de Canadezen in elke operatie waar zij aan deelnamen in deze oorlog. Een goede reputatie is een kostbaar bezit. Houd dit in stand in de dagen die gaan komen - ter wille van allen, in heden of verleden -. Ik weet dat jullie een groots welkom gaat krijgen bij jullie terugkeer. Draag er zorg voor dat de Canadese eenheden en lichtingen die na jullie komen net zo'n goed 'welkom thuis' krijgen bij hun thuiskomst. Veel geluk voor ieder van jullie - en bedankt voor alles. (H.D.G. Crerar) generaal".

## Verdere carrière
Crerar ging in 1946 met militair pensioen. Hij trad vervolgens toe tot het Canadese Corps Diplomatique en vervulde posten in Tsjecho-Slowakije, Nederland en Japan.
Hij werd ingezworen als lid van "Queen's Privy Council for Canada" (adviesraad voor de koningin in Canada) op 25 juni 1964.
Volgens "Juno Beach" was Crerar een markant officier van de Generale Staf die zijn merkteken achterliet op het grootste leger dat Canada ooit voortgebracht heeft. Met name de reorganisatie van het Canadese Hoofdkwartier, de organisatie van de training van de toestromende vrijwilligers, de wijze van commandovoering gedurende de campagnes na D-Day en het proces van demobilisatie worden geroemd. Anderen roemen zijn kennis, kunde en resoluutheid in zijn optreden en commando's.

## Militaire loopbaan
- Second Lieutenant: 1910
- Lieutenant:
- Captain:
- Brevet Lieutenant Colonel: 10 november 1918[5]
- Major:	1 april 1920[5]
- Local rang van Lieutenant Colonel: 18 december 1933 (anciënniteit vanaf 10 november 1918)[6]
- Lieutenant Colonel: 19 april 1934[5]
- Colonel: 1935[7]
- Tijdelijk Brigadier: 15 augustus 1938[5]
- Major General: 15 augustus 1938[5]
- Lieutenant General: 6 april 1942[5]
- General: 21 november 1944[8]

## Decoraties
- Orde van de Eregezellen op 5 juli 1945[9]
- Lid in de Orde van het Bad
- Orde van Voorname Dienst (DSO) op 4 juni 1917[10]
- Ridder van Justitie en Gratie in de Orde van Sint-Jan op 30 december 1954[11]
- Onderscheiding van de Canadese Strijdkrachten
- Queen's Privy Council for Canada
- Oorlogskruis[12] met Palm op 17 september 1945[13]
- Orde van Koetoezov[12]
- Grootofficier in de Leopoldorde[12]met Palm op 17 september 1945[13]
- Ridder-Grootkruis in de Orde van Oranje-Nassau[12]op 14 juli 1945[14] [13]
- Inhuldigingsmedaille 1948, op 8 juni 1949[15]
- Army Distinguished Service Medal[12]op 26 juli 1945[13]
- Commandeur in het Legioen van Verdienste[12]op 27 maart 1945[16]
- Virtuti Militari, Ve Klasse (zilveren kruis)[12]op 4 november 1944[17]
- Dagorder (Mentioned in dispatches)
  - 4 april 1946[18]
  - 23 juni 1945[19]